# Euan Hankey
Euan Hankey (ur. 18 marca 1987 w Taunton) – brytyjski kierowca wyścigowy.

## Kariera
Hankey rozpoczął karierę w wyścigach samochodowych w roku 2005, od startów w Brytyjskiej Formule BMW. Z dorobkiem 38 punktów ukończył sezon na 12. miejscu w klasyfikacji generalnej. W późniejszych latach startował także w Światowym Finale Formuły BMW, Formule 3 Euro Series, Brytyjskiej Formule Renault, Porsche Supercup, Formule Renault BARC, Brytyjskim Pucharze Porsche Carrera oraz w Światowym Pucharze Porsche Carrera. W Formule 3 Euro Series wystartował w 2007 roku z austriacką ekipą HS Technik, jednak nigdy nie punktował.

## Statystyki
| Sezon | Seria                            | Zespół             | Wyścigi | Zwycięstwa | PP | NO | Podium | Punkty | Pozycja |
| ----- | -------------------------------- | ------------------ | ------- | ---------- | -- | -- | ------ | ------ | ------- |
| 2005  | Brytyjska Formuła BMW            | Barwell Motorsport | 20      | 0          | 0  | 0  | 1      | 38     | 12      |
| 2005  | Światowy Finał Formuły BMW       | Nexa Racing        | 1       | 0          | 0  | 0  | 0      | N/A    | NS      |
| 2006  | Brytyjska Formuła BMW            | Fortec Motorsport  | 20      | 2          | 1  | 5  | 7      | 188    | 4       |
| 2006  | Światowy Finał Formuły BMW       | Fortec Motorsport  | 1       | 0          | 0  | 0  | 0      | N/A    | 10      |
| 2007  | Formuła 3 Euro Series            | HS Technik         | 10      | 0          | 0  | 0  | 0      | 0      | NS      |
| 2009  | Brytyjska Formuła Renault        | CRS Racing         | 6       | 0          | 0  | 0  | 0      | 100    | 17      |
| 2010  | Brytyjski Puchar Porsche Carrera | Team Parker Racing | 20      | 0          | 1  | 0  | 8      | 210    | 5       |
| 2010  | Formuła Renault BARC             | Antel Motorsport   | 2       | 1          | 0  | 0  | 1      | 44     | 17      |
| 2010  | Porsche Supercup                 | Porsche AG         | 1       | 0          | 0  | 0  | 0      | 0      | NS†     |
| 2011  | Brytyjski Puchar Porsche Carrera | Parker with Juta   | 19      | 5          | 3  | 0  | 10     | 241    | 4       |
| 2011  | Światowy Puchar Porsche Carrera  | Parker with Juta   | 1       | 0          | 0  | 0  | 0      | N/A    | NS      |

† – Hankey nie był zaliczany do klasyfikacji.